# ATC J05 – Szisztémás vírusellenes szerek
Az ATC J05 – Szisztémás vírusellenes szerek a gyógyszerek anatómiai, gyógyászati és kémiai osztályozási rendszerének (ATC) egyik alcsoportja.
| ATC J   | Szisztémás fertőzés elleni szerek                      |
| ------- | ------------------------------------------------------ |
| ATC J01 | Szisztémás antibakteriális szerek                      |
| ATC J02 | Szisztémás gombaellenes szerek                         |
| ATC J04 | Mikobaktériumok által okozott fertőzések elleni szerek |
| ATC J05 | Szisztémás vírusellenes szerek                         |
| ATC J06 | Immunszérumok és immunglobulinok                       |
| ATC J07 | Vakcinák                                               |

## J05A 	Közvetlenül a vírusra ható szerek

### J05AATioszemikarbazonok
| ATC     | Magyar     | INN        | Gyógyszerkönyv |
| ------- | ---------- | ---------- | -------------- |
| J05AA01 | Metiszazon | Metisazone |                |

### J05ABNukleozidokésnukleotidok, kivéve areverz transzkriptázinhibitorokat
| ATC     | Magyar         | INN            | Gyógyszerkönyv |
| ------- | -------------- | -------------- | -------------- |
| J05AB01 | Aciklovir      | Aciclovir      | Aciclovirum    |
| J05AB02 | Idoxuridin     | Idoxuridine    | Idoxuridinum   |
| J05AB03 | Vidarabin      | Vidarabine     |                |
| J05AB04 | Ribavirin      | Ribavirin      | Ribavirinum    |
| J05AB06 | Ganciklovir    | Ganciclovir    |                |
| J05AB09 | Famciklovir    | Famciclovir    |                |
| J05AB11 | Valaciklovir   | Valaciclovir   |                |
| J05AB12 | Cidofovir      | Cidofovir      |                |
| J05AB13 | Penciklovir    | Penciclovir    |                |
| J05AB14 | Valganciklovir | Valganciclovir |                |
| J05AB15 | Brivudin       | Brivudine      |                |

### J05AC Ciklikusaminok
| ATC     | Magyar      | INN          | Gyógyszerkönyv |
| ------- | ----------- | ------------ | -------------- |
| J05AC02 | Rimantadin  | Rimantadine  |                |
| J05AC03 | Tromantadin | Tromantadine |                |

### J05ADFoszforsavszármazékok
| ATC     | Magyar     | INN       | Gyógyszerkönyv                    |
| ------- | ---------- | --------- | --------------------------------- |
| J05AD01 | Foszkarnet | Foscarnet | Foscarnetum natricum hexahydricum |
| J05AD02 | Foszfonet  | Fosfonet  |                                   |

### J05AEProteázinhibitorok
| ATC     | Magyar        | INN           | Gyógyszerkönyv |
| ------- | ------------- | ------------- | -------------- |
| J05AE01 | Szakinavir    | Saquinavir    | Saquinavirum   |
| J05AE02 | Indinavir     | Indinavir     |                |
| J05AE03 | Ritonavir     | Ritonavir     |                |
| J05AE04 | Nelfinavir    | Nelfinavir    |                |
| J05AE05 | Amprenavir    | Amprenavir    |                |
| J05AE06 | Lopinavir     | Lopinavir     |                |
| J05AE07 | Fozamprenavir | Fosamprenavir |                |
| J05AE08 | Atazanavir    | Atazanavir    |                |
| J05AE09 | Tipranavir    | Tipranavir    |                |
| J05AE10 | Darunavir     | Darunavir     |                |
| J05AE11 | Telaprevir    | Telaprevir    |                |
| J05AE12 | Boceprevir    | Boceprevir    |                |
| J05AE13 | Faldaprevir   | Faldaprevir   |                |
| J05AE14 | Szimeprevir   | Simeprevir    |                |
| J05AE15 | Aszunaprevir  | Asunaprevir   |                |

### J05AFNukleozidésnukleotidreverz transzkriptáz inhibitorok
| ATC     | Magyar               | INN                  | Gyógyszerkönyv |
| ------- | -------------------- | -------------------- | -------------- |
| J05AF01 | Zidovudin            | Zidovudine           | Zidovudinum    |
| J05AF02 | Didanozin            | Didanosine           | Didanosinum    |
| J05AF03 | Zalcitabin           | Zalcitabine          |                |
| J05AF04 | Sztavudin            | Stavudine            | Stavudinum     |
| J05AF05 | Lamivudin            | Lamivudine           | Lamivudinum    |
| J05AF06 | Abakavir             | Abacavir             |                |
| J05AF07 | Tenofovir-dizoproxil | Tenofovir disoproxil |                |
| J05AF08 | Adefovir dipivoxil   | Adefovir dipivoxil   |                |
| J05AF09 | Emtricitabin         | Emtricitabine        |                |
| J05AF10 | Entekavir            | Entecavir            |                |
| J05AF11 | Telbivudin           | Telbivudine          |                |
| J05AF12 | Klevudin             | Clevudine            |                |

### J05AG Non-nukleozid reverz transzkriptáz inhibitorok
| ATC     | Magyar     | INN         | Gyógyszerkönyv         |
| ------- | ---------- | ----------- | ---------------------- |
| J05AG01 | Nevirapin  | Nevirapine  | Nevirapinum anhydricum |
| J05AG02 | Delavirdin | Delavirdine |                        |
| J05AG03 | Efavirenz  | Efavirenz   |                        |
| J05AG04 | Etravirin  | Etravirine  |                        |
| J05AG05 | Rilpivirin | Rilpivirine |                        |

### J05AHNeuraminidázinhibitorok
| ATC     | Magyar       | INN         | Gyógyszerkönyv |
| ------- | ------------ | ----------- | -------------- |
| J05AH01 | Zanamivir    | Zanamivir   |                |
| J05AH02 | Oszeltamivir | Oseltamivir |                |

### J05AR Vírus elleni szerek kombinációiHIV-fertőzés kezelésére
J05AR01 Zidovudin és lamivudin
J05AR02 Lamivudin és abakavir
J05AR03 Tenofovir-dizoproxil és emtricitabin
J05AR04 Zidovudin, lamivudin és abakavir
J05AR05 Zidovudin, lamivudin és nevirapin
J05AR06 Emtricitabin, tenofovir-dizoproxil és efavirenz
J05AR07 Sztavudin, lamivudin és nevirapin
J05AR08 Emtricitabin, tenofovir-dizoproxil és rilpivirin
J05AR09 Emtricitabine, tenofovir-dizoproxil, elvitegravir és kobicisztát
J05AR10 Lopinavir és ritonavir
J05AR11 Lamivudin, tenofovir-dizoproxil és efavirenz
J05AR12 Lamivudin és tenofovir-dizoproxil
J05AR13 Lamivudin, abakavir és dolutegravir
J05AR14 Darunavir és kobicisztát

### J05AX Egyéb antivirális szerek
| ATC     | Magyar          | INN              | Gyógyszerkönyv |
| ------- | --------------- | ---------------- | -------------- |
| J05AX01 | Moroxidin       | Moroxydine       |                |
| J05AX02 | Lizozim         | Lysozyme         |                |
| J05AX05 | Inozin pranobex | Inosine pranobex |                |
| J05AX06 | Plekonaril      | Pleconaril       |                |
| J05AX07 | Enfuvirtid      | Enfuvirtide      |                |
| J05AX08 | Raltegravir     | Raltegravir      |                |
| J05AX09 | Maravirok       | Maraviroc        |                |
| J05AX10 | Maribavir       | Maribavir        |                |
| J05AX11 | Elvitegravir    | Elvitegravir     |                |
| J05AX12 | Dolutegravir    | Dolutegravir     |                |
| J05AX13 | Umifenovir      | Umifenovir       |                |
| J05AX14 | Daklataszvir    | Daclatasvir      |                |
| J05AX15 | Szofoszbuvir    | Sofosbuvir       |                |